# Шкала рейтингів
Наявність кредитного рейтингу є важливою умовою відкритого фінансового ринку і використовується на міжнародному рівні:
 — в регуляторних цілях;
 — при проведенні переговорів з інвестором і залученні коштів як шляхом публічних запозичень, так і у вигляді кредитів;
 — для вдосконалення систем ризик-менеджменту у фінансових установах, які спеціалізуються на інвестиційному кредитуванні.

## Рейтингові шкали агентства «Credit rating[Архівовано10 листопада 2011 уWayback Machine.]»

### Шкала рейтингів надійності банківських вкладів (депозитів)
| Рівень рейтингу надійності банківського вкладу | Значення рейтингу надійності банківського вкладу порівняно з вкладами в інші банки України |
| ---------------------------------------------- | --- |
| 5 — Найвища надійність                         | Банк надійній, мінімально чутливий до впливу несприятливих комерційних, фінансових та економічних факторів. Імовірність виникнення проблем із своєчасним поверненням вкладу дуже низька.                                 |
| 4 — Висока надійність                          | Банк достатньо надійній, але більш чутливий до впливу несприятливих комерційних, фінансових та економічних чинників, ніж банк з рейтингом «5». Імовірність виникнення проблем із своєчасним поверненням вкладу невелика. |
| 3 — Середня надійність                         | Надійність банку перебуває на середньому рівні. В результаті впливу несприятливих комерційних, фінансових та економічних чинників можливе виникнення проблем із своєчасним поверненням депозитних вкладів.               |
| 2 — Невисока надійність                        | Надійність банкуперебуває на низькому рівні. В результаті впливу несприятливих комерційних, фінансових та економічних факторів існує висока ймовірність виникнення проблем з поверненням депозитних вкладів.             |
| 1 — Низька надійність                          | У банку існують серйозні проблеми. Повернення депозитних вкладів малоймовірне. |

#### Додаткові позначення
| Позначення   | Використання |
| ------------ | --- |
| — або +      | Проміжні категорії рейтингу відносно основних категорій (рівнів). |
| відкликаний  | Рейтинг відкликано у зв'язку з тим, що позичальник не надає необхідної інформації для оновлення рейтингу або з інших причин.                                                             |
| призупинений | Рейтинг призупинено, як проміжний етап перед його можливим (але не обов'язковим)відкликанням, якщо позичальник не надає необхідної інформації для оновлення рейтингу або з інших причин. |

### Шкала рейтингів корпоративного управління
| Рівень рейтингу | Характеристика рівня рейтингу |
| --------------- | --- |
| uaAcg           | Корпоративне управління компанії перебуває на дуже високому рівні. Ризики, пов'язані зі станом корпоративного управління в умовах національного ринку, мінімальні. Інтереси власників та інших зацікавлених осіб враховуються в повному обсязі. |
| uaBcg           | Корпоративне управління компанії перебуває на високому рівні. Ризики, пов'язані зі станом корпоративного управління в умовах національного ринку, незначні. Інтереси власників і/або інших зацікавлених осіб можуть враховуватися не повністю.  |
| uaCcg           | Корпоративне управління компанії перебуває на середньому рівні. Ризики, пов'язані зі станом корпоративного управління в умовах національного ринку, помірні. Інтереси власників і/або інших зацікавлених осіб враховуються не повністю.         |
| uaDcg           | Корпоративне управління компанії перебуває на рівні, нижче середнього. Ризики, пов'язані зі станом корпоративного управління в умовах національного ринку, значні. Інтереси власників і/або інших зацікавлених осіб істотно порушуються.        |
| uaEcg           | Корпоративне управління компанії перебуває на низькому рівні. Ризики, пов'язані зі станом корпоративного управління в умовах національного ринку, дуже високі. Інтереси власників й інших зацікавлених осіб, зазвичай, не враховуються.         |

#### Прогноз рівня рейтингу корпоративного управління
| Прогноз    | Характеристика прогнозу |
| ---------- | --- |
| Стабільний | вказує на відсутність на поточний момент передумов для зміни рейтингу протягом року.                                       |
| Позитивний | вказує на можливість підвищення рейтингу протягом року при збереженні позитивних тенденцій і нівелюванні поточних ризиків. |
| Негативний | вказує на можливість зниження рейтингу протягом року при збереженні негативних тенденцій і реалізації поточних ризиків.    |
| У розвитку | вказує на підвищену ймовірність зміни рейтингу протягом року в будь-якому напряму.                                         |

### Шкала рейтингів надійності страхових компаній
| Рівень рейтингу              | Значення рейтингу надійності страхової компанії |
| ---------------------------- | --- |
| uaA+ins (Найвища надійність) | Страхові компанії з рейтингом uaA+ins є найнадійнішими серед страхових компаній, представлених на ринку України. Їхня платоспроможність, репутація й лояльність стосовно клієнтів перебувають на найвищому рівні відносно інших страхових компаній. Схильність до впливу несприятливих комерційних, фінансових та економічних факторів і ймовірність виникнення проблем із своєчасним здійсненням страхових виплат або поверненням накопичених страхових сум значно нижчі, ніж в інших страхових компаній України                                      |
| uaAins (Висока надійність)   | Надійність страхових компаній з рейтингом uaAins перебуває на високому рівні. Їхня платоспроможність, репутація й лояльність стосовно клієнтів вищі, ніж у страхових компаній України з більш низьким рівнем рейтингу, проте вони більш схильні до впливу несприятливих комерційних, фінансових та економічних факторів, ніж страхові компанії з рейтингом uaAins. Ймовірність виникнення проблем із своєчасним здійсненням страхових виплат або поверненням накопичених страхових сум менша, ніж у страхових компаній з більш низьким рівнем рейтингу |
| uaB+ins (Надійність вище)    | Надійність страхових компаній з рейтингом uaB+ins перебуває на рівні вище за середній. Їхня платоспроможність, репутація й лояльність стосовно клієнтів перевищують середній рівень страхових компаній України. Схильність до впливу несприятливих комерційних, фінансових та економічних факторів і ймовірність виникнення проблем із своєчасним здійсненням страхових виплат або поверненням накопичених страхових сум перебувають нижче середнього рівня, характерного для страхових компаній України                                               |
| uaBins (Середня надійність)  | Надійність страхових компаній з рейтингом uaBins перебуває на середньому рівні порівняно з іншими страховими компаніями, представленими на ринку України. Їхня платоспроможність, репутація й лояльність стосовно клієнтів, схильність до впливу несприятливих комерційних, фінансових та економічних факторів, а також імовірність виникнення проблем із своєчасним здійсненням страхових виплат або поверненням накопичених страхових сум є середніми для страхових компаній України                                                                 |
| uaC+ins (Надійність нижче)   | Надійність страхових компаній з рейтингом uaC+ins перебуває на рівні нижче за середній. Їхня платоспроможність, репутація й лояльність стосовно клієнтів нижчі, ніж у страхових компаній з рейтингом uaBins і вище. Для них характерна більш висока схильність до впливу несприятливих комерційних, фінансових та економічних факторів. Імовірність виникнення проблем із своєчасним здійсненням страхових виплат або поверненням накопичених страхових сум більша, ніж у страхових компаній з більш високим рівнем рейтингу                           |
| uaCins (Низька надійність)   | Надійність страхових компаній з рейтингом uaCins є низькою. Їхня платоспроможність і репутація значно нижчі, ніж в інших страхових компаній. Імовірність виникнення проблем із своєчасним здійсненням страхових виплат або поверненням страхових сум значно більша, порівняно з іншими страховими компаніями України |
| uaDins (Дефолт)              | Страхова компанія не в змозі здійснювати страхові виплати або повернення страхових сум |

### Шкала рівнів інвестиційної привабливості
Шкала призначена для порівняння рівня інвестиційної привабливості об'єктів рейтингування, розташованих в Україні без урахування внутрішніх ризиків, спільних для усіх об'єктів рейтингування на території України.
| uaINV5 | Об'єкт аналізу характеризується найвищим рівнем привабливості для здійснення інвестицій порівняно з іншими об'єктами. Чутливість вкладень до інвестиційних ризиків є найнижчою (мінімальною/майже відсутня). |
| uaINV4 | Об'єкт аналізу характеризується високим рівнем привабливості для здійснення інвестицій порівняно з іншими об'єктами. Чутливість вкладень до інвестиційних ризиків є низькою.                                 |
| uaINV3 | Об'єкт аналізу характеризується привабливістю для здійснення інвестицій на рівні вище середнього порівняно з іншими об'єктами. Чутливість вкладень до інвестиційних ризиків є помірною.                      |
| uaINV2 | Об'єкт аналізу характеризується середнім рівнем привабливості для здійснення інвестицій порівняно з іншими об'єктами. Чутливість вкладень до інвестиційних ризиків є прийнятною.                             |
| uaINV1 | Об'єкт аналізу характеризується низьким рівнем привабливості для здійснення інвестицій порівняно з іншими об'єктами. Чутливість вкладень до інвестиційних ризиків є високою.                                 |

## Рейтингові шкали Національного агентства «Рюрік[Архівовано9 січня 2016 уWayback Machine.]»
Для визначення рейтингів надійності депозитних вкладів Національне рейтингове агентство «Рюрік [Архівовано 9 січня 2016 у Wayback Machine.]» використовує власну «Рейтингову шкалу оцінювання рівня надійності депозитних вкладів».

### Рейтинг надійності депозитних вкладів
| r5 | Означає дуже високу надійність вкладів, діяльність банку характеризується незначною залежністю від фінансово-економічних умов, а також ринкової кон'юнктури. Імовірність поверненнявкладів — дуже висока |
| r4 | Означає високу надійність вкладів, діяльність банку характеризується помірною залежністю від фінансово-економічних умов, а також ринкової кон'юнктури. Імовірність поверненнявкладів — висока            |
| r3 | Означає середню надійність вкладів, діяльність банку характеризується значною залежністю від впливу несприятливих комерційних, фінансових та економічних умов                                            |
| r2 | Означає низьку надійність вкладів, діяльність банку характеризується дуже високою залежністю від впливу несприятливих комерційних, фінансових та економічних умов                                        |
| r1 | Означає дуже низьку надійність вкладів, існує потенційна імовірність неповернення банком депозитного вкладу                                                                                              |

### Рейтинг фінансової надійності (стійкості)страховиків
При визначенні рейтингів фінансової надійності (стійкості) страховиків використовується «Рейтингова шкала оцінювання рівня фінансової надійності (стійкості) страхової компанії», розроблена Національним рейтинговим агентством «Рюрік [Архівовано 9 січня 2016 у Wayback Machine.]» відповідно до Національної рейтингової шкали.

#### Рейтинг фінансової надійності (стійкості)страховикаінвестиційного рівня
| uainsAAA | Страхова компанія характеризуються найвищою фінансовою надійністю (стійкістю) у порівнянні з іншими українськими страховими компаніями |
| uainsAA  | Страхова компанія характеризуються дуже високою фінансовою надійністю (стійкістю) порівняно з іншими українськими страховими компаніями |
| uainsA   | Страхова компанія характеризується високою фінансовою надійністю (стійкістю) порівняно з іншими українськими страховими компаніями. Рівень фінансової стійкості (надійності) чутливий до несприятливих комерційних, фінансових та економічних умов            |
| uainsBBB | Страхова компанія характеризується достатньою фінансовою надійністю (стійкістю) порівняно з іншими українськими страховими компаніями. Рівень фінансової стійкості (надійності) залежить від впливу несприятливих комерційних, фінансових та економічних умов |

#### Рейтинг фінансової надійності (стійкості) страховика спекулятивного рівня
| uainsBB  | Страхова компанія характеризуються фінансовою надійністю (стійкістю), нижче за достатню порівняно з іншими українськими страховими компаніями. Висока залежність рівня кредитоспроможності від впливу несприятливих комерційних, фінансових та економічних умов         |
| uainsB   | Страхова компанія характеризуються низькою фінансовою надійністю (стійкістю) порівняно з іншими українськими страховими компаніями. Дуже висока залежність рівня фінансової надійності (стійкості) від впливу несприятливих комерційних, фінансових та економічних умов |
| uainsCCC | Страхова компанія характеризується дуже низькою фінансовою надійністю (стійкістю) порівняно з іншими українськими страховими компаніями. Потенційна імовірність дефолту                                                                                                 |
| uainsCC  | Страхова компанія характеризується високою імовірністю дефолту |
| uainsC   | Страхова компанія очікує дефолт за страховими та борговими зобов'язаннями |

## Рейтингові шкали агентства «IBI-Rating[Архівовано21 лютого 2016 уWayback Machine.]»

### Рейтингова шкала надійності банківських вкладів
| «6» Виняткова надійність | Фінансова установа надійна, вчасно розраховується за своїми зобов'язаннями відповідно до чинного законодавства, в тому числі вимог НБУ, має бездоганну репутацію. Ймовірність виникнення проблем зі своєчасним поверненням вкладу виключно низька, оскільки фінансова установа практично не залежить від впливу зовнішніх та внутрішніх факторів. |
| «5» Відмінна надійність  | Фінансова установа надійна, вчасно розраховується за своїми зобов'язаннями відповідно до чинного законодавства, в тому числі вимог НБУ, має добру репутацію. Імовірність виникнення проблем зі своєчасним поверненням вкладу низька, оскільки фінансова установа малочутлива до впливу зовнішніх та внутрішніх факторів.                          |
| «4» Висока надійність    | Фінансова установа надійна, вчасно розраховується за своїми зобов'язаннями відповідно до чинного законодавства, в тому числі вимог НБУ. Ймовірність виникнення проблем зі своєчасним поверненням вкладу невисока, хоча і існує певна залежність від впливу зовнішніх та внутрішніх факторів.                                                      |
| «3» Помірна надійність   | Фінансова установа характеризується недостатньою надійністю. Ймовірність виникнення проблем із своєчасним поверненням вкладів обумовлено її суттєвою чутливістю до впливу зовнішніх та внутрішніх факторів та небездоганною репутацією. |
| «2» Низька надійність    | Надійність фінансової установи перебуває на низькому рівні. Ймовірність виникнення проблем із своєчасним поверненням вкладів висока, у зв'язку з підвищеною чутливістю до впливу зовнішніх та внутрішніх факторів. Репутація фінансової установи сумнівна.                                                                                        |
| «1» Наднизька надійність | Фінансова установа знаходиться на стадії банкрутства. Повернення вкладів можливе за рахунок коштів Фонду гарантування вкладів. |

### Рейтингова шкала фінансової стійкості страхової компанії
| uaАААifr Виключна фінансова стійкість   | Страхова компанія з рейтингом uaАААifr характеризується винятковою фінансовою стійкістю, порівняно з іншими фінансовими установами. Вона надійна, вчасно здійснює виплати, має бездоганну репутацію.                                                                                             |
| uaААifr Відмінні фінансова стійкість    | Страхова компанія з рейтингом uaААifr характеризується відмінною фінансовою стійкістю, порівняно з іншими фінансовими установами. Вона надійна, вчасно здійснює виплати, має відмінну репутацію. Спостерігається певна чутливість до впливу зовнішніх та внутрішніх факторів.                    |
| uaAifr Висока фінансова стійкість       | Страхова компанія з рейтингом uaAifr характеризується високою фінансовою стійкістю, порівняно з іншими фінансовими установами. Вона надійна, вчасно здійснює виплати, має гарну репутацію. Спостерігається чутливість до впливу зовнішніх та внутрішніх факторів.                                |
| uaВВВifr Достатня фінансова стійкість   | Страхова компанія з рейтингом uaВВВifr характеризується достатньою фінансовою стійкістю, порівняно з іншими фінансовими установами. Вона надійна, вчасно здійснює виплати. Спостерігається залежність від впливу зовнішніх та внутрішніх факторів.                                               |
| uaВВifr Помірна фінансова стійкість     | Страхова компанія з рейтингом uaВВifr характеризується фінансовою стійкістю, нижчою ніж достатня, порівняно з іншими фінансовими установами. Імовірність виникнення проблем з Платоспроможність\|платоспроможністю]] через чутливістю до впливу зовнішніх та внутрішніх факторів.                |
| uaBifr Недостатня фінансова стійкість   | Страхова компанія з рейтингом uaBifr характеризується недостатньою фінансовою стійкістю, порівняно з іншими фінансовими установами. Імовірність виникнення проблем з платоспроможністю обумовлена її суттєвою чутливістю до впливу зовнішніх та внутрішніх факторів та небездоганною репутацією. |
| uaСССifr Низька фінансова стійкість     | Страхова компанія з рейтингом uaСССifr характеризується низькою фінансовою стійкістю, порівняно з іншими фінансовими установами. Існує ризик неплатежів, репутація страхової компанії сумнівна. Існує ризик неплатежів.                                                                          |
| uaССifr Дуже низька фінансова стійкість | Страхова компанія з рейтингом uaССifr характеризується дуже низькою фінансовою стійкістю, порівняно з іншими фінансовими установами. Існує висока імовірність невиконання страхових зобов'язань.                                                                                                 |
| uaCifr Наднизька фінансова стійкість    | Страхова компанія з рейтингом uaCifr характеризується наднизькою фінансовою стійкістю, порівняно з іншими фінансовими установами. Можливий дефолт або частковий дефолт за окремими зобов'язаннями.                                                                                               |

Примітки
| ifr | Рейтинги, отримані у відповідності з Рейтинговою шкалою фінансової стійкості страхової компанії. |

#### Додаткові позначення
У випадку застосування Рейтингової шкали фінансової стійкості страхової компанії можуть використовуватися такі додаткові позначення:
| «-» чи «+»   | Проміжні категорії рейтингу відносно основних категорій. Не використовується з рейтингом uaAAAifr. |
| (pi)         | Рейтинги, визначені на підставі використання лише публічної інформації. |
| відкликаний  | Рейтинг, відкликаний у зв'язку з тим, що страхова компанія не надає необхідної інформації для оновлення рейтингу або з інших причин.                                                                   |
| призупинений | Рейтинг, що може бути відкликаний (як проміжний етап перед його можливим відкликанням) у зв'язку з тим, що страхова компанія не надає необхідної інформації для оновлення рейтингу або з інших причин. |

#### Прогнози рейтингу фінансової стійкості страхової компанії
| Стабільний | Низька ймовірність зміни рейтингу фінансової стійкості страхової компанії протягом року.                                                |
| Позитивний | Висока ймовірність підвищення рейтингу фінансової стійкості страхової компанії протягом року. Не використовується з рейтингом uaAAAifr. |
| Негативний | Висока ймовірність зниження рейтингу фінансової стійкості страхової компанії протягом року.                                             |
| В розвитку | Висока ймовірність зміни рейтингу фінансової стійкості страхової компанії протягом року. Не використовується з рейтингом uaAAAifr.      |

### Рейтингова шкала інвестиційної привабливості
| invAAA Виняткова інвестиційна привабливість  | Об'єкт рейтингування з рейтингом invAAA характеризується винятковою інвестиційною привабливістю, порівняно з іншими об'єктами рейтингування за практично повної відсутності пов'язаних з інвестицією ризиків.                                       |
| invAA Відмінна інвестиційна привабливість    | Об'єкт рейтингування з рейтингом invAA характеризується відмінною інвестиційною привабливістю, порівняно з іншими об'єктами рейтингування. Спостерігається певна чутливість до впливу інвестиційних ризиків.                                        |
| invA Висока інвестиційна привабливість       | Об'єкт рейтингування з рейтингом invA характеризується високою інвестиційною привабливістю, порівняно з іншими об'єктами рейтингування. Спостерігається чутливість до впливу інвестиційних ризиків.                                                 |
| invBBB Достатня інвестиційна привабливість   | Об'єкт рейтингування з рейтингом invBBB характеризується достатньою інвестиційною привабливістю, порівняно з іншими об'єктами рейтингування. Спостерігається залежність від впливу інвестиційних ризиків.                                           |
| invBB Помірна інвестиційна привабливість     | Об'єкт рейтингування з рейтингом invBB характеризується інвестиційною привабливістю, нижчою ніж достатня, порівняно з іншими об'єктами рейтингування. Існує імовірність виникнення певних проблем через чутливістю до впливу інвестиційних ризиків. |
| invB Недостатня інвестиційна привабливість   | Об'єкт рейтингування з рейтингом invB характеризується недостатньою інвестиційною привабливістю, порівняно з іншими об'єктами рейтингування. Імовірність виникнення проблем обумовлена суттєвою чутливістю до впливу інвестиційних ризиків.         |
| invCCC Низька інвестиційна привабливість     | Об'єкт рейтингування з рейтингом invCCC характеризується низькою інвестиційною привабливістю, порівняно з іншими об'єктами рейтингування. Для об'єкта притаманний значний інвестиційний ризик.                                                      |
| invCC Дуже низька інвестиційна привабливість | Об'єкт рейтингування з рейтингом invCC характеризується дуже низькою інвестиційною привабливістю, порівняно з іншими об'єктами рейтингування. Для об'єкта притаманний дуже високий інвестиційний ризик.                                             |
| invC Наднизька інвестиційна привабливість    | Об'єкт рейтингування з рейтингом invC характеризується наднизькою інвестиційною привабливістю, порівняно з іншими об'єктами рейтингування. Для об'єкта притаманний екстремальний інвестиційний ризик.                                               |

#### Додаткові рейтинги інвестиційної привабливості бізнес-проектів
| invBBB Достатня інвестиційна привабливість | Рейтинг інвестиційної привабливості рівня invBBB також може бути властивий бізнес-проектам, інвестиційні ризик реалізації яких є мінімальними, але їхні інвестиційні перспективи – помірні; або проекту характерний високий інвестиційний ризик за існування значних інвестиційних перспектив. |
| invBB Помірна інвестиційна привабливість   | Рейтинг інвестиційної привабливості рівня invBB також може бути властивий бізнес-проектам, інвестиційні ризик реалізації яких є помірними але їхні інвестиційні перспективи – невисокі; або проекту характерний високий інвестиційний ризик за існування відмінних інвестиційних перспектив.   |
| invB Недостатня інвестиційна привабливість | Рейтинг інвестиційної привабливості рівня invB також може бути властивий бізнес-проектам, інвестиційні ризик реалізації яких є помірними але їхні інвестиційні перспективи – низькі; або проекту характерний надвисокий інвестиційний ризик за існування суттєвих інвестиційних перспектив.    |

Примітки
| inv | Рейтинги визначенні за Рейтинговою шкало інвестиційної привабливості. |

#### Додаткові позначення
У разі застосування Рейтингової шкали інвестиційної привабливості можуть використовуватися такі додаткові позначення:
| «-» чи «+»   | Проміжні категорії рейтингу відносно основних категорій. Не використовується з рейтингом invAAA. |
| (pi)         | Рейтинги, визначені на підставі використання лише публічної інформації. |
| відкликаний  | Рейтинг, відкликаний у зв'язку з тим, що страхова компанія не надає необхідної інформації для оновлення рейтингу або з інших причин.                                                                   |
| призупинений | Рейтинг, що може бути відкликаний (як проміжний етап перед його можливим відкликанням) у зв'язку з тим, що страхова компанія не надає необхідної інформації для оновлення рейтингу або з інших причин. |

### Рейтингова шкала корпоративного управління
| Аcr | Винятково високий рівень корпоративного управління. Практика корпоративного управління свідчить про те, що корпоративні ризики мінімальні. Корпоративна політика повною мірою захищає інтереси власників бізнесу та зацікавлених осіб.   |
| Bcr | Високий рівень корпоративного управління. Практика корпоративного управління свідчить про те, що ризики є, але їх вплив — незначний. Корпоративна політика захищає інтереси власників та зацікавлених осіб не повною мірою.              |
| Ccr | Хороший рівень корпоративного управління. Практика корпоративного управління свідчить про те, що корпоративні ризики є і їх вплив — помірний. Корпоративна політика захищає інтереси власників та зацікавлених осіб має значні недоліки. |
| Dcr | Низький рівень корпоративного управління. Практика корпоративного управління свідчить про те, що корпоративні ризики є і їх вплив значний. Корпоративна політика захищає інтереси власників та зацікавлених осіб має значні недоліки.    |
| Ecr | Дуже низький рівень корпоративного управління. Практика корпоративного управління свідчить про те, що корпоративні ризики є та їх вплив є дуже високий. Корпоративна політика не захищає інтереси власників та зацікавлених осіб.        |

#### Додаткові позначення
У разі застосування Рейтингової шкали корпоративного управління можуть використовуватися такі додаткові позначення:
| «-» чи «+»   | Проміжні категорії рейтингу відносно основних категорій. |
| (pi)         | Рейтинги, визначені на підставі використання лише публічної інформації. |
| відкликаний  | Рейтинг, відкликаний у зв'язку з тим, що компанія не надає необхідної інформації для оновлення рейтингу або з інших причин.                                                                   |
| призупинений | Рейтинг, що може бути відкликаний (як проміжний етап перед його можливим відкликанням) у зв'язку з тим, що компанія не надає необхідної інформації для оновлення рейтингу або з інших причин. |

### Рейтингова шкала надійності будівництва
| «6» Виняткова надійність | Об'єкт будівництва характеризується винятковою надійністю, що обумовлено випередженням задекларованого графіку будівництва, відсутністю затримок з його фінансуванням та наявністю беззаперечної гарантії фінансової підтримки. Забудовник та Генеральний підрядник мають значний досвід успішної реалізації будівельних проектів.              |
| «5» Відмінна надійність  | Об'єкт будівництва характеризується відмінною надійністю, що обумовлено дотриманням задекларованого графіку будівництва та відсутністю затримок з його фінансуванням. Забудовник та/або Генеральний підрядник мають значний досвід успішної реалізації будівельних проектів. Ризики невиконання зобов'язань за будівельним проектом мінімальні. |
| «4» Висока надійність    | Об'єкт будівництва характеризується високою надійністю, що обумовлено наближенням до графіку будівництва, за практично відсутніх затримок з його фінансуванням. Забудовник та/або Генеральний підрядник мають досвід успішної реалізації будівельних проектів. Ризики невиконання зобов'язань за будівельним проектом низькі.                   |
| «3» Помірна надійність   | Об'єкт будівництва характеризується помірною надійністю, що обумовлено несуттєвими відхиленнями від графіку будівництва та незначними затримками з його фінансуванням. Забудовник та/або Генеральний підрядник мають досвід реалізації будівельних проектів. Ризики невиконання зобов'язань за будівельним проектом помірні.                    |
| «2» Низька надійність    | Об'єкт будівництва характеризується низькою надійністю, що обумовлено відхиленнями від графіку будівництва та затримками з його фінансуванням. Ризики невиконання зобов'язань за будівельним проектом значні. |
| «1» Наднизька надійність | Будівництво ведеться зі значними відхиленнями від графіку будівництва або припинене. Фінансування проекту нерегулярне або відсутнє, введення об'єкту в експлуатацію перенесено на невизначений строк. |

#### Додаткові позначення
У разі застосування Рейтингової шкали надійності будівництва можуть використовуватися такі додаткові позначення:
| «-» чи «+»                   | Проміжна категорія рейтингу відносно основних категорій. Не використовується з рейтингами 6 та 1.                                                                        |
| (pi)                         | Рейтинги, визначені на підставі використання лише публічної інформації.                                                                                                  |
| призупинений або відкликаний | Рейтинг призупинений (відкликаний) у зв'язку з тим, що замовник не надає необхідної інформації для оновлення рейтингу, припинено договірні відносини або з інших причин. |

### Рейтингова шкала надійності житлових комплексів
| I рівень Відмінна надійність  | Об'єкт будівництва характеризується відмінною надійністю, що обумовлено дотриманням задекларованого графіку будівництва та відсутністю затримок з його фінансуванням. Забудовник та/або Генеральний підрядник мають значний досвід успішної реалізації будівельних проектів. Ризики невиконання зобов'язань за будівельним проектом мінімальні. |
| II рівень Висока надійність   | Об'єкт будівництва характеризується високою надійністю, що обумовлено наближенням до графіку будівництва, за практично відсутніх затримок з його фінансуванням. Забудовник та/або Генеральний підрядник мають досвід успішної реалізації будівельних проектів. Ризики невиконання зобов'язань за будівельним проектом низькі.                   |
| III рівень Помірна надійність | Об'єкт будівництва характеризується помірною надійністю, що обумовлено несуттєвими відхиленнями від графіку будівництва та незначними затримками з його фінансуванням. Забудовник та/або Генеральний підрядник мають досвід реалізації будівельних проектів. Ризики невиконання зобов'язань за будівельним проектом помірні.                    |